# Liste der Kulturdenkmäler in Gau-Odernheim
In der Liste der Kulturdenkmäler in Gau-Odernheim sind alle Kulturdenkmäler der rheinland-pfälzischen Ortsgemeinde Gau-Odernheim aufgeführt. Für den Ortsteil Gau-Köngernheim siehe Liste der Kulturdenkmäler in Gau-Köngernheim. Grundlage ist die Denkmalliste des Landes Rheinland-Pfalz (Stand: 25. März 2025).

## Denkmalzonen
| Bezeichnung                    | Lage | Baujahr                 | Beschreibung | Bild                           |
| ------------------------------ | --- | ----------------------- | --- | ------------------------------ |
| Denkmalzone Ortskern           | Obermarkt 1–23, 2–10 und 18–22, Untermarkt 1–4, 6 und 11–14, Kirchgasse 3–11, 15 und 2–8, Kirchplatz 12–17, Mainzer Straße 1 und 3, Spitalgasse 1, Wormser Straße 2 und 4 Lage | ab dem 17. Jahrhundert  | Die Denkmalzone umfasst den engeren, früh besiedelten Ortskernbereich, den eine Abfolge mehrerer, unterschiedlich orientierter Plätze (Kirchplatz, Obermarkt, Untermarkt) mit einer weitgehend geschlossenen historischen Bebauung seit dem 17. Jahrhundert kennzeichnet, darunter viele Kulturdenkmäler. Die Denkmalzone besitzt einen hohen historischen und städtebaulichen Wert, da hier die Baugeschichte eines typisch rheinhessischen Marktfleckens beispielhaft ablesbar geblieben ist. | Fotos hochladen                |
| Denkmalzone Jüdischer Friedhof | nördlich des Ortes; Flur Am Scharlenberg Lage | 1880er Jahre            | 46 Grabsteine der 1880er Jahre bis 1935 in drei Reihen auf Betonstreifen, vorwiegend schlichte Sandsteine in meist rechteckiger Stelenform | weitere Bilder Fotos hochladen |
| Denkmalzone Königsmühle        | südlich des Ortes (Königsmühle 3) Lage | 18. bis 20. Jahrhundert | Vierseithof mit Toranlage mit seltener, weitgehend erhaltener technischer Ausstattung, 18. bis Anfang des 20. Jahrhunderts; ehemalige Mühle, Bruchsteinbau mit Krüppelwalmdach, im Obergeschoss Fachwerkpartien, erste Hälfte des 18. Jahrhunderts, Ausstattung überwiegend aus dem 19. Jahrhundert; Wasserhaus, Bruchsteinbau, 1863 in Backstein erhöht, Wasserrad von 1863; Wohnhaus, eingeschossiger Bruchsteinbau, 1851, 1863 aufgestockt, mit Gewölbekeller; Nordflügel, älterer Bruchsteinbau, jüngerer Backsteinbau, Schweineställe von 1866; Bruchsteinscheune, 18. oder 19. Jahrhundert; bauliche Gesamtanlage | BW                             |

## Einzeldenkmäler
| Bezeichnung                        | Lage                                                         | Baujahr                              | Beschreibung | Bild                           |
| ---------------------------------- | ------------------------------------------------------------ | ------------------------------------ | --- | ------------------------------ |
| Wohnhaus                           | Albiger Straße 15 Lage                                       | um 1895                              | ehemaliges Bahnbeamtenwohnhaus, späthistoristischer Backsteinbau, um 1895 | Fotos hochladen                |
| Friedhofsarchitektur und Grabmäler | Alzeyer Nebenstraße, auf dem Friedhof Lage                   | erste Hälfte des 19. Jahrhunderts    | auf dem Friedhof: - östliches Friedhofstor mit reliefierten Pfeilern und Torflügeln, 1922; - Kriegerdenkmal 1914/18, hohe Schauwand, im Mittelteil Relief einer trauernden Mutter mit Kindern, darüber Adlerrelief, 1922; seitlich ein gutes Dutzend Soldatengrabsteine, darunter neuklassizistischer Doppelgrabstein für Jakob Hinkel († 1915) und Willi Hinkel († 1920) mit Stahlhelm auf Eichenlaub; - im Verbindungsgang zur Alzeyer Nebenstraße: Grabmal Philipp Krauss († 1833), klassizistischer Pfeiler; Grabmal Anna Pinger († 1841), klassizistischer Pfeiler; Grabmal Lina Rupp († 1884), Eichenstamm; - an den Westrand des Friedhofs versetzt: Grabmal Paul Martin Stein († 1711), barocke Stele, wohl vom alten Kirchhof; Grabmal Heinrich Buhl († 1833), klassizistischer Pfeiler; Grabmal Johann Oehlhof († 1885), reiche spätklassizistische Stele; Grabmal Wilhelm und Heinrich Barky (beide † 1883), spätklassizistischer Pfeiler mit reichem Dekor; Grabmäler Margaretha Becker († 1886) und Wilhelm Dürkes († 1873), stattliche Stelen mit antikischer Volutenbekrönung; - am neuen Nordwesteingang: Grabmäler Jakob Kraus III. († 1885?) und für ein weiteres Mitglied dieser Familie, spätklassizistische Stelen mit Reliefs, zu Torpfeilern umfunktioniert | Fotos hochladen                |
| Ottenkreuz                         | Alzeyer Nebenstraße, auf dem Friedhof Lage                   | 14. Jahrhundert                      | Sandsteinkreuz, wohl mittelalterlich (14. Jahrhundert?) ursprünglich südlich des Ortes an der L 438 aufgestellt (Flur Ottenkreuz), 2013 nach Diebstahlsversuchen durch Kopie ersetzt; Original in der Aussegnungshalle auf dem Friedhof | Fotos hochladen                |
| Bahnhof Gau Odernheim              | Am Bahnhof 12 Lage                                           | 1896                                 | ehemaliger Bahnhof am Knotenpunkt der 1896 bzw. 1897 eröffneten Strecken Bodenheim–Alzey und Gau-Odernheim–Osthofen; Backsteintypenbau, 1896 | Fotos hochladen                |
| Ortsbefestigung                    | Brunnenstraße, hinter Nr. 21–31 Lage                         | ab 1286                              | von der ab 1286 errichteten Stadtmauer erhalten ein nördlicher Abschnitt hinter Brunnenstraße 21–31 sowie stadtseitig bei Mainzer Straße 15 und 19 | BW                             |
| Wohnhaus                           | Burggasse 12 Lage                                            | 1718                                 | Wohnhaus, ehemals bezeichnet 1718, Fachwerkobergeschoss | BW                             |
| Katholisches Pfarrhaus             | Kirchgasse 6 Lage                                            | 1759                                 | spätbarocker Mansarddachbau, 1759; mit Innenausstattung und Garten zur Probsteigasse | BW                             |
| Katholisches Gemeindezentrum       | Gau-Odernheim, Kirchgasse 8 Lage                             | 18. und 19. Jahrhundert              | ehemaliges Gehöft des 18. und 19. Jahrhunderts, jetzt katholisches Gemeindezentrum; traufständiges Wohnhaus, im Kern aus dem ausgehenden 18. Jahrhundert oder um 1800, Straßenfassade spätklassizistisch; Scheune mit kreuzgratgewölbtem Stall (verändert) | BW                             |
| Haus Sturmfeder                    | Kirchgasse 15 Lage                                           | 1609                                 | ehemalige Stadtschreiberei; giebelständiger Renaissancebau in markanter Lage, Sandsteinportal bezeichnet 1609, schmuckvolles Fachwerkobergeschoss, reicher Kastenerker bezeichnet 1614; mit Innenausstattung; Scheune, mit Fachwerkteilen, wohl aus dem 18. Jahrhundert | Fotos hochladen                |
| Gedenkstein                        | Kirchgasse, an Nr. 21 Lage                                   | 16. oder 17. Jahrhundert             | Renaissance-Gedenkstein, 16. oder 17. Jahrhundert | BW                             |
| Von Probscher Hof                  | Kirchgasse 22, Mehlstraße 55 Lage                            | 16. oder 17. Jahrhundert             | ehemaliger Von Probscher Hof; winkelförmiges Wohnhaus, 16. oder 17. Jahrhundert; Nordflügel (Kirchgasse 22) verputzt, mit Innenausstattung, unter anderem hölzerner Spindeltreppe, ehemaliger Laubengang; am Nebengebäude Rundbogenportal, um 1600; Westflügel (Mehlstraße 55) mit Fachwerkobergeschoss, reich geschnitzte Fenstererker, mit Innenausstattung | BW                             |
| Evangelisches Pfarrhaus            | Kirchplatz 12 Lage                                           | Mitte des 18. Jahrhunderts           | spätbarocker Putzbau, Mitte des 18. Jahrhunderts | BW                             |
| Evangelisches Gemeindehaus         | Kirchplatz 13 Lage                                           | 1744                                 | ehemaliges reformiertes Schulhaus; eingeschossiger spätbarocker Putzbau, 1744, im Westgiebel Renaissancefenster | BW                             |
| Kriegerdenkmal                     | Kirchplatz, bei Nr. 13 Lage                                  | 1874                                 | Kriegerdenkmal 1870/71, kannelierte Sandsteinsäule, 1874 | BW                             |
| Simultankirche St. Rufus           | Kirchplatz 15/16/17 Lage                                     | 1415–20                              | spätgotischer zweischiffiger Bau, 1415–20, Architekt Johann von Diepach, Chor 1497–1507, Meister Arnold, Frankfurt, Westturm, bezeichnet 1833; mit Ausstattung; charakteristische Gruppe mit der Zeile von Stadtschreiberei (Kirchgasse 15), evangelischem Pfarrhaus (Kirchplatz 12), ehemaliger evangelischer Schule (Kirchplatz 13) und ehemaliger Gemeindeschule (Kirchplatz 14) | weitere Bilder Fotos hochladen |
| Gasthaus Deutsches Haus            | Mainzer Straße 1 Lage                                        | erste Hälfte des 18. Jahrhunderts    | Krüppelwalmdachbau, erste Hälfte des 18. Jahrhunderts; Obergeschoss mit schmuckvollem Fachwerk | Fotos hochladen                |
| Wohnhaus                           | Mainzer Straße 3 Lage                                        | erste Hälfte des 18. Jahrhunderts    | Wohnhaus, teilweise (Zier)-Fachwerk (teilweise verkleidet), erste Hälfte des 18. Jahrhunderts | BW                             |
| Wohnhaus                           | Mainzer Straße 11 Lage                                       | 1801                                 | Wohnhaus mit überbauter Torfahrt bezeichnet 1801, mit älteren Teilen, rückwärtig Fachwerk; tonnengewölbte Kelleranlage auf mehreren Ebenen | BW                             |
| Hofanlage                          | Mainzer Straße 15 Lage                                       | 18. und 19. Jahrhundert              | Hofanlage, 18. und 19. Jahrhundert; barockes Walmdachwohnhaus; großvolumige Ökonomie, Torbogen mit Fußgängerpforte, links davon Nebenpforte; bis an die ehemalige Stadtmauer reichender Garten | Fotos hochladen                |
| Wappenstein                        | Mainzer Straße, an Nr. 19 Lage                               | 1601 oder 1607                       | in der Hofmauer: Wappenstein der Freiherren zu Sturmfeder, bezeichnet 1601 oder 1607 | BW                             |
| Stall                              | Mainzer Straße, zu Nr. 40 Lage                               | Mitte des 19. Jahrhunderts           | Stallgebäude, Mitte des 19. Jahrhunderts; dreischiffiger Kuhstall mit toskanischen Sandsteinsäulen und Kreuzgratgewölbe | BW                             |
| Wohnhaus                           | Mainzer Straße 64 Lage                                       | 1901–03                              | villenartiges Wohnhaus, Neurenaissanceformen, 1901–03; bauzeitliche Innenausstattung, Vorgarteneinfriedung | BW                             |
| Wohnhaus                           | Mehlstraße 1, Wormser Straße 9 Lage                          | 1738                                 | spätbarockes Wohnhaus, angeblich von 1738, Fachwerkobergeschoss; zur Sackgasse: romanische Spolie, 12. Jahrhundert | BW                             |
| Ofenstein                          | Mehlstraße, an Nr. 22 Lage                                   | nach 1768                            | barocker Ofenstein, nach 1768 | BW                             |
| Hofanlage                          | Mehlstraße 45/47 Lage                                        | 18. und 19. Jahrhundert              | Hofanlage, 18. und 19. Jahrhundert; winkelförmige Baugruppe aus zwei Wohnhäusern unter Satteldächern; Nr. 45: schmales Traufenhaus von 1716 mit auffällig wenigen, kleinformatigen Öffnungen; Nr. 47: eingeschossiges Giebelhaus mit steilem Fachwerkgiebel, Bruchsteinnebengebäude, darunter Scheune (zu Mehlgasse 51); bauliche Gesamtanlage | BW                             |
| Burg Odernheim                     | Nach dem Alten Schloss, zu Nr. 28/30 Lage                    | 13. Jahrhundert                      | Bergfried und Mauerreste der mittelalterlichen Burg Odernheim, stattlicher Turmrest über kreisförmigem Grundriss, fast turmhohe Bruchsteinmauern | BW                             |
| Wohnhaus                           | Obermarkt 2 Lage                                             | um 1700                              | barockes Wohnhaus in markanter Ecklage, vermutlich um 1700, zwei Fachwerkobergeschosse | Fotos hochladen                |
| Wohn- und Geschäftshaus            | Obermarkt 5 Lage                                             | erstes Drittel des 18. Jahrhunderts  | Wohn- und Geschäftshaus, erstes Drittel des 18. Jahrhunderts; im Erdgeschoss Torbogen und Ladeneinbau aus der zweiten Hälfte des 19. Jahrhunderts; Fachwerkobergeschoss | BW                             |
| Rathaus                            | Obermarkt 6 Lage                                             | 1828/29                              | klassizistischer Putzbau, 1828/29, Kreisbaumeister Peter Wetter | Fotos hochladen                |
| Portal                             | Obermarkt, an Nr. 13 Lage                                    | letztes Viertel des 16. Jahrhunderts | spätgotisches Stichbogenportal, letztes Viertel des 16. Jahrhunderts | BW                             |
| Wohnhaus                           | Obermarkt 17 Lage                                            | 18. Jahrhundert                      | Eckhaus mit Krüppelwalmdach, 18. Jahrhundert | BW                             |
| Wachenheimer Hof                   | Rossmarkt 7 Lage                                             | 1731                                 | ehemaliger herrschaftlicher Hof; stattlicher Spätbarockbau mit Torfahrt, wohl von 1731; im Hof zugehörige ehemalige Häuslerwohnungen, eingeschossiger winkelförmiger Putzbau mit drei hofseitigen Haustüren | BW                             |
| Wohnhaus                           | Rossmarkt 12 Lage                                            | erste Hälfte des 18. Jahrhunderts    | barocker Putzbau, erste Hälfte des 18. Jahrhunderts | BW                             |
| Wohnhaus                           | Sackgasse 9 Lage                                             | erste Hälfte des 18. Jahrhunderts    | Wohnhaus, erste Hälfte des 18. Jahrhunderts, Obergeschoss mit Zierfachwerk | BW                             |
| Hofanlage                          | Spitalgasse 1 Lage                                           | 17. bis 19. Jahrhundert              | Hakenhof, 17. bis 19. Jahrhundert; Wohnhaus, 1615, in erdgeschossiger Hofwand Renaissancefensterband, obergeschossig Fachwerk; in Bruchsteinscheune wohl älterer Steinbau mit tonnengewölbtem Keller einbezogen, Stein bezeichnet 1620 (?) | BW                             |
| Hofanlage                          | Spitalgasse 11 Lage                                          | 18. und 19. Jahrhundert              | Hofanlage, 18. und 19. Jahrhundert; traufständiges Wohnhaus, erste Hälfte des 18. Jahrhunderts, vorkragendes Fachwerkobergeschoss; Bruchsteinscheune, bezeichnet 1833, ummauerter Garten | BW                             |
| Wohnhaus                           | Untermarkt 2 Lage                                            | 16. Jahrhundert                      | Wohnhaus mit Torfahrt, im Kern möglicherweise aus dem 16. Jahrhundert; stark verformtes Fachwerk mit überblatteten, gebogenen Langstreben | BW                             |
| Haus der Herren von Ried           | Untermarkt 4 Lage                                            | 16. bis 18. Jahrhundert              | ehemaliges Haus der Herren von Ried, 16. bis 18. Jahrhundert; stattlicher Putzbau in spätbarocker Erscheinung; Torbogen bezeichnet 1567 | BW                             |
| Wohnhaus                           | Untermarkt, zu Nr. 6 Lage                                    | zweite Hälfte des 18. Jahrhunderts   | spätbarockes Wohnhaus, im Kern aus der zweiten Hälfte des 18. Jahrhunderts; im Hof spätbarocker Speicherbau, ehemaliger Türsturz bezeichnet 1756; innen bauzeitliche Ausstattungsdetails; einmaliger Ökonomiebau der Barockzeit | BW                             |
| Hofanlage                          | Untermarkt 12 Lage                                           | 17. bis 19. Jahrhundert              | Vierseithof, 17. bis 19. Jahrhundert; ansehnliches Wohnhaus mit Torfahrt, 17. Jahrhundert, Schmuckfachwerkobergeschoss; Querscheune mit zwei tonnengewölbten Kellern | Fotos hochladen                |
| Gasthaus Zur Krone                 | Untermarkt 14 Lage                                           | 1697                                 | ehemaliges Gasthaus Zur Krone; im Obergeschoss reiche Fachwerkkonstruktion, bezeichnet 1697; Gaststube im Wesentlichen im Zustand der Mitte des 20. Jahrhunderts; im nördlichen Anbau vormals Tanzsaal | Fotos hochladen                |
| Hofanlage                          | Wormser Straße 2 Lage                                        | 16. Jahrhundert                      | Hofanlage; traufständiges Wohnhaus des 16. Jahrhunderts; Erdgeschoss mit Eckquaderung und Fensterband; Fachwerk mit teilweise überblatteten Langstreben; eine der ältesten Fachwerkkonstruktionen | BW                             |
| Wohnhaus                           | Wormser Straße 4 Lage                                        | um 1600                              | Wohnhaus im Kern möglicherweise um 1600, Fachwerkobergeschoss mit Überblattungen; kleiner tonnengewölbter Keller, Ökonomiegebäude | BW                             |
| Stall                              | Wormser Straße, zu Nr. 67 Lage                               | zweites Drittel des 19. Jahrhunderts | dreischiffiger Kuhstall, zweites Drittel des 19. Jahrhunderts; Säulen mit romanisierenden Würfelkapitellen, bauzeitliche Bodenbeläge und Futtertröge | BW                             |
| Kirchenruine St. Peter             | nordöstlich des Ortes; Flur Auf dem Petersberg Lage          | erste Hälfte des 12. Jahrhunderts    | auf der Gipfelkuppe eines der höchsten Berge Rheinhessens sichtbar die östlichen Bruchsteingrundmauern samt Krypta der Peterskirche, wohl aus der ersten Hälfte des 12. Jahrhunderts | Fotos hochladen                |
| Wasserbehälter                     | Gau-Odernheim, westlich des Ortes; Flur Auf dem Homberg Lage | 1907                                 | neuklassizistischer Bossenquaderbau mit Mansardwalmdach, bezeichnet 1907 | BW                             |